# J. J. 존슨
J. J. 존슨(영어: J. J. Johnson, 1924년 1월 22일~2001년 2월 4일)은 미국의 재즈 트롬본 연주자, 작곡가이다.
비밥(bebop) 초기부터 계속하여 트롬본계의 왕좌를 지키는 거인이었다. 1950년대 중기에 백인 카이 윈딩과 콤비가 된 'J 앤드 K'는 인기의 절정에서 해산하였으나 그 후 캄보를 조직하여 계속 활약하였으며 작곡 및 편곡자로서도 일류이다. 본명은 제임스 루이스 존슨으로 J. J.는 자기가 지은 애칭이다.